# Пелліццано
Пелліццано (італ. Pellizzano) — муніципалітет в Італії, у регіоні Трентіно-Альто-Адідже, провінція Тренто.
Пелліццано розташоване на відстані близько 520 км на північ від Рима, 40 км на північний захід від Тренто.
Населення — 781 особа (2014).

## Демографія
Населення за роками:

Станом на 1 січня 2023 року в муніципалітеті офіційно проживало 55 іноземців з 13 країн, серед них 32 громадяни країн Євросоюзу та 4 громадяни України.

## Сусідні муніципалітети
- Меццана
- Оссана
- Пеїо
- Пінцоло
- Раббі
- Вермільйо